# SEAT

Seat (Sociedad Española de Automóviles de Turismo, S.A.) je španjolski proizvođač automobila sa sjedištem u Martorellu.

## Aktualni modeli
- Seat Alhambra
- Seat Altea
- Seat Exeo
- Seat Ibiza
- Seat León
- Seat Mii

## Vanjske poveznice
- Seat Hrvatska